# パウル・ハインリヒ・ゲルハルト・メーリンク

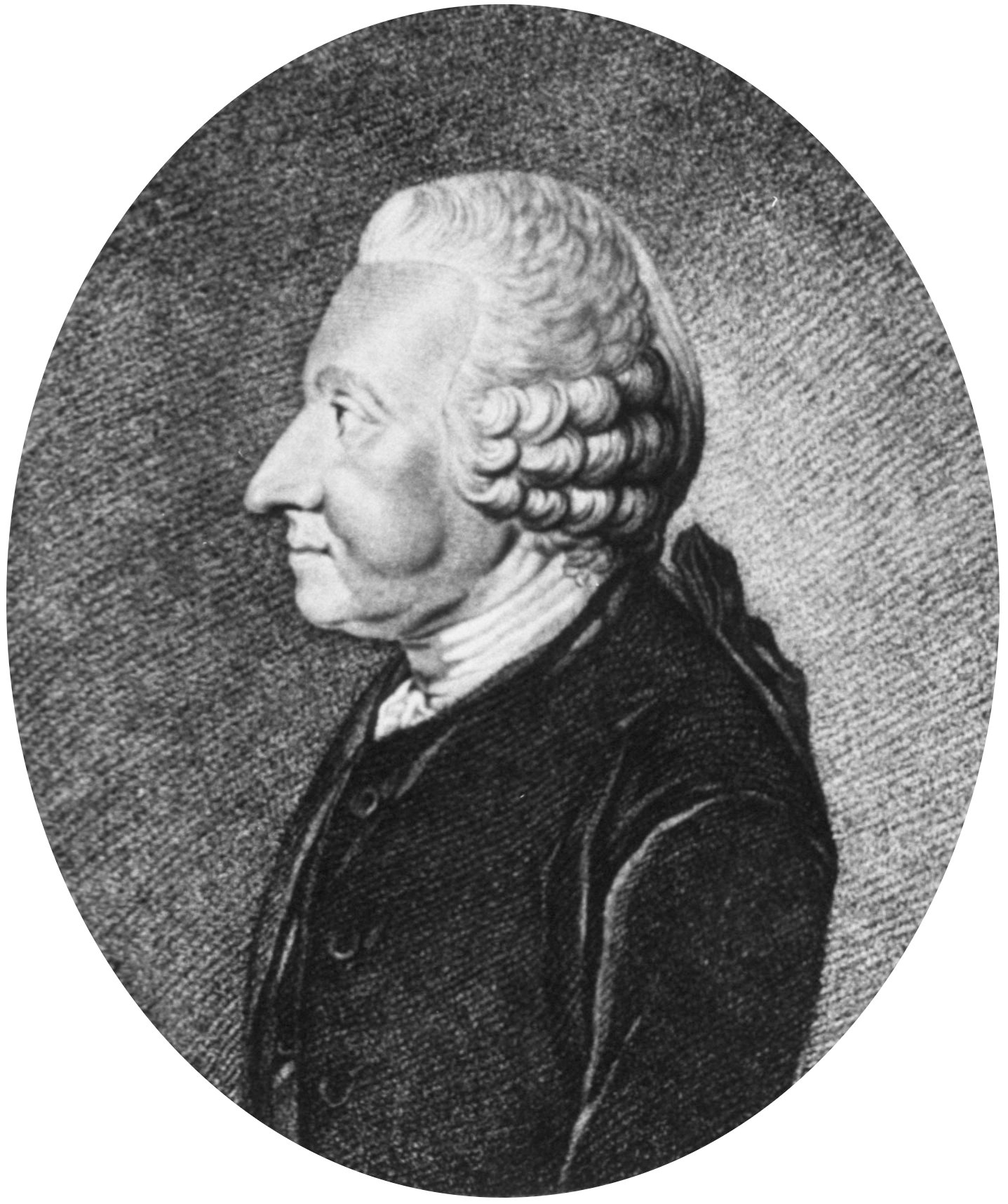
P. H. G. Möhring

パウル・ハインリヒ・ゲルハルト・メーリンク（Paul Heinrich Gerhard Möhring 、1710年7月21日 - 1792年10月28日）はドイツの医師、鳥類学者である。

## 略歴
ニーダーザクセン州のイェファーで牧師の8人兄弟の最初の子供に生まれた。地元の学校で学んだ後、ダンツィヒのアカデミッシェン・ギムナジウム（Akademisches Gymnasium Danzig）で医学を学んだ。ダンツィヒの学校には解剖学のヨハン・アダム・クルムスや博物学のクライン（Jacob Theodor Klein）がいてメーリンクは影響を受けた。1733年に ヴィッテンベルク大学から学位を得て、イェーファーに戻り、医師を開業した。1743年にイェーファーの領主、アンハルト＝ツェルプスト家の王子、ヨハン・ルートビヒ2世（Johann Ludwig II. Von Anhalt-Zerbst）の侍医、評議員に任命された。
植物学、鳥類学を研究し、同時代の多くの学者と交流した。交流のあった各国の学者には、ファン・ドゥーフェレン（Gualtherus van Doeveren）、アルブレヒト・フォン・ハラー、ローレンツ・ハイスター、カール・フォン・リンネ、ハンス・スローン、クリストフ・ヤーコブ・トロゥー、ヴェルホーフ（Paul Gottlieb Werlhof）がいる。鳥類の分類の著作、"Avium Genera"が最も知られている。鳥類の分類に関するもっとも初期の著作で鳥類を4つのクラスに分類した。
リンネによってナデシコ科の植物の属名、Moehringiaに命名された。

## 著作
- "De inflammationis sanguineae theoria mechanica", 1733.
- "Historiae medicinales", 1739.
- "Avium genera", 1752.
- Geslachten der Vogelen 1758.[1]